# Palazzo Gallarati Scotti
Palazzo Gallarati Scotti è un palazzo storico di Milano, situato in via Manzoni n. 30

## Storia e descrizione
Il palazzo, risalente al Settecento fu acquistato dai duchi Gallarati Scotti mentre era ancora in costruzione, commissionato dalla famiglia Spinola, portandolo a compimento. Per l'edificio, costruito in sobrio barocco milanese, furono spese molte più energie per la decorazione interna che non esterna: degna di nota è la "sala d'armi", sontuosamente decorata dagli affreschi di Carlo Innocenzo Carloni e dal Tiepolo, che in tema con la sala, dipinsero diverse scene di guerra. Oltre a tali scene, all'interno del palazzo sono presenti decorazioni di putti, medaglioni e trompe l'oeil, oltre che un affresco in versione barocca del Ratto delle Sabine. Il palazzo è uno dei pochi nella città ancora appartenenti e abitati dalla famiglia d'origine.